# سردرة (أشنوية)
سردرة هي قرية في مقاطعة أشنوية، إيران. يقدر عدد سكانها بـ 273 نسمة بحسب إحصاء 2016.